# Shenzhen Stadium
Le Shenzhen Stadium ou Shenzhen Sports Center Stadium est un stade de football à Shenzhen, dans la province du Guangdong en Chine.
Il a une capacité de 45 000 places.

## Histoire
Le premier stade est construit en 1993, il comporte une piste d'athlétisme autour du terrain de football et a une capacité de 32 500 places. Il sera l'enceinte du Shenzhen FC de 2010 à 2021. 
La ville de Shenzhen obtient en 2019 l'attribution de la finale des masters de la WTA, elle décide dans la foulée de construire un centre sportif plus moderne comprenant une nouvelle arène pour le tennis et le basketball remplaçant l'ancien bâtiment, un nouveau stade uniquement destiné au football et des parkings souterrains, seule la piscine couverte inaugurée en 2002 n'est pas transformée.
L'ancien stade de football est démoli en 2021 pour laisser la place à une enceinte plus moderne il sera achevé en 2024. Le Shenzhen FC ayant disparu entre temps à la suite de problèmes financiers, c'est le Shenzhen Peng City FC qui sera le nouveau club résident du stade à partir de la saison 2025.